# Abacetus amaroides
Abacetus amaroides es una especie de escarabajo terrestre de la subfamilia Pterostichinae.  Fue descrito por Laferte-Senectere en 1853 y se encuentra en África occidental y la República Democrática del Congo. 